# Sées
Sées är en kommun i departementet Orne i regionen Normandie i nordvästra Frankrike. Kommunen ligger i kantonen Sées som tillhör arrondissementet Alençon. År 2022 hade Sées 4 182 invånare. Den lilla staden är biskopssäte för Sées stift, som omfattar den betydligt större staden Alençon, och har en katedral.

## Befolkningsutveckling
Antalet invånare i kommunen Sées
| Referens: INSEE |